# Hilifondege Hilizoroilawa
Hilifondege Hilizoroilawa is een bestuurslaag in het regentschap Nias Selatan van de provincie Noord-Sumatra, Indonesië. Hilifondege Hilizoroilawa telt 360 inwoners (volkstelling 2010).